# Mecca and the Soul Brother
Mecca and the Soul Brother es el críticamente aclamado álbum debut de 1992 del dúo estadounidense Pete Rock & CL Smooth. El álbum contiene alguna de sus canciones más conocidas, como "They Reminisce Over You (T.R.O.Y.)." Desde su publicación, Mecca and the Soul Brother ha sido ampliamente considerado como uno de los más grandes álbumes de hip hop de todos los tiempos.

## Lista de canciones
- Las ediciones en casete y 2xLP contienen dos bonus tracks: "The Creator (Remix)" y "Mecca and the Soul Brother (Remix)"

- (*) Señala coproductor

| #  | Título                               | Intérprete(s) | Productor(es)                             | Samples | Duración |
| -- | ------------------------------------ | --- | ----------------------------------------- | --- | -------- |
| 1  | "Return of the Mecca"                | - Intro: Pete Rock - Estrofas: C.L. Smooth - Estribillo: Pete Rock                                                                                                | Pete Rock, *C.L. Smooth                   | - "You're the Fool" por The Three Degrees - "Country Preacher" por Cannonball Adderley Quintet (intro) - "Long Red" por Mountain - "Mecca And The Soul Brother" por Pete Rock & C.L. Smooth | 5:42     |
| 2  | "For Pete's Sake"                    | - Intro: Pete Rock - Primera estrofa: C.L. Smooth - Segunda estrofa: Pete Rock - Tercera estrofa: C.L. Smooth - Outro: Pete Rock                                  | Pete Rock, *C.L. Smooth                   | - "Come Live With Me" por Dorothy Ashby (intro) - "Gimmie Some!" por Freddie McCoy - "The Rill Thing" por Little Richard - "N.T." por Kool & The Gang - "Synthetic Subsitution" por Melvin Bliss - "Once in a Lifetime" por Talking Heads - "It's My Thing" por EPMD - "Just Rhymin' With Biz" por Big Daddy Kane feat. Biz Markie | 5:48     |
| 3  | "Ghettos Of The Mind"                | - C.L. Smooth | Pete Rock, *C.L. Smooth                   | - "Ghettos of the Mind" por Bama - the Village Poet - "Long Red" por Mountain | 5:01     |
| 4  | "Lots Of Lovin'"                     | - Estrofas: C.L. Smooth - Estribillo: Terri Robinson/Tabitha Brace                                                                                                | Pete Rock, Nevelle Hodge, *C.L. Smooth    | - "What's Going On?" por Ohio Players - "Player's Balling (Players Doin' Their Own Thing)" por Ohio Players (intro) | 5:07     |
| 5  | "Act Like You Know"                  | - Estrofas: C.L. Smooth - Estribillo: Pete Rock | Pete Rock, *Large Professor, *C.L. Smooth | - "Jagger the Dagger" por Eugene McDaniels (intro) - "Cameo" por Eddy Senay - "Down on the Ground" por Grant Green - "The Awakening" por Woody Shaw | 4:01     |
| 6  | "Straighten It Out"                  | - C.L. Smooth | Pete Rock, *C.L. Smooth                   | - "Chocolate Buttermilk" por Kool & the Gang - "Our Generation" por Ernie Hines - "Bootleggin" por Simtec & Wylie (intro) - "Heighty Hi" por Mongo Santamaria (intro) | 4:12     |
| 7  | "Soul Brother #1"                    | - Pete Rock | Pete Rock, *C.L. Smooth                   | - "Pain" por Ohio Players - "Bubble Gum" por 9th Creation - "Soul Man" por Charles "Sweet" Sherrell - "Headless Heroes" por Eugene McDaniels - "Long Red" por Mountain - "The Grunt" por The J.B.'s - "You're A Customer" por EPMD                                                                                                 | 4:30     |
| 8  | "Wig Out"                            | - Intro: Pete Rock - Estrofas: C.L. Smooth | Pete Rock, *C.L. Smooth                   | - "Turbulence" por Eddie Harris (intro) - "Jungle Child" por Johnny Lytle | 4:10     |
| 9  | "Anger In The Nation"                | - Intro: Adofo Abdullah Muhammad - Estrofas: C.L. Smooth | Pete Rock, *C.L. Smooth                   | - "Talk to the People" por Les McCann (intro) - "Sing a Simple Song" por Sly & the Family Stone - "Funky President" por James Brown - "Synthetic Substitution" por Melvin Bliss | 5:31     |
| 10 | "They Reminisce Over You (T.R.O.Y.)" | - C.L. Smooth | Pete Rock, *C.L. Smooth                   | - "Today" por Tom Scott - "Deliver Me" por Tom Scott - "When She Made Me Promise" por The Beginning of the End (intro) - "I'm Black and I'm Proud" por James Brown | 4:44     |
| 11 | "On And On"                          | - Intro: Grap Luva - Estrofas: C.L. Smooth | Pete Rock, *C.L. Smooth                   | - "Tell Me How Do You Feel" por Lee Michaels - "Ode to Billy Joe" por Lou Donaldson - "Nobody Beats The Biz" por Biz Markie - "Long Red" por Mountain | 5:10     |
| 12 | "It's Like That"                     | - Intro: Pete Rock - Estrofas: C.L. Smooth | Pete Rock, *C.L. Smooth                   | - "Mongoose" por Elephant's Memory - "Strictly For The Ladies" por Lord Finesse | 3:55     |
| 13 | "Can't Front On Me"                  | - Intro: Pete Rock - Estrofas: C.L. Smooth | Pete Rock, *C.L. Smooth                   | - "Where Do I Go?" por Alyn Ainsworth - "Don't Change Your Love" por Five Stairsteps - "Synthetic Substitution" por Melvin Bliss | 4:18     |
| 14 | "The Basement"                       | - Primera estrofa: C.L. Smooth - Segunda estrofa: Grap Luva - Tercera estrofa: Heavy D. - Cuarta estrofa: Pete Rock - Quinta estrofa: Rob-O - Sexta estrofa: Deda | Pete Rock, *C.L. Smooth                   | - "Expo 83" por The Backyard Heavies (intro) - "Risin' to the Top" por Keni Burke - "Atomic Dog" por George Clinton - "Season of the Witch" por Mike Bloomfield/Al Kooper/Steve Stills - "Bam Bam" por Sister Nancy - "Just Hangin' Out" por Main Source - "Mad Dog" por Lee Michaels                                              | 5:22     |
| 15 | "If It Ain't Rough, It Ain't Right"  | - C.L. Smooth | Pete Rock, *C.L. Smooth                   | - "Blues and Pants" por James Brown - "Dr Funkenstein" por Parliament - "Trespassin'" por Skull Snaps | 5:04     |
| 16 | "Skinz"                              | - Primera estrofa: C.L. Smooth - Segunda estrofa: Grand Puba - Tercera estrofa: C.L. Smooth / Pete Rock                                                           | Pete Rock, *C.L. Smooth                   | - "Down Home Girl" por The Coasters - "Funky President" por James Brown - "McArthur Park" por The Three Degrees | 4:14     |

## Sencillos del álbum
| Información del sencillo                                                             |
| ------------------------------------------------------------------------------------ |
| "They Reminisce Over You (T.R.O.Y.)" - Publicado: 1992 - Cara B: "The Creator"       |
| "Straighten It Out" - Publicado: 1992 - Cara B: "They Reminisce Over You (T.R.O.Y.)" |
| "Lots of Lovin''" - Publicado: 1993 - Cara B: "It's Not A Game"                      |

## Historia en las listas de éxitos

### Álbum
| Año  | Álbum                    | Posición en listas | Posición en listas     |
| Año  | Álbum                    | Billboard 200      | Top R&B/Hip Hop Albums |
| ---- | ------------------------ | ------------------ | ---------------------- |
| 1992 | Mecca & The Soul Brother | 43                 | 7                      |

### Sencillos
| Año  | Canción                            | Posición en listas | Posición en listas               | Posición en listas | Posición en listas                 |
| Año  | Canción                            | Billboard Hot 100  | Hot R&B/Hip-Hop Singles & Tracks | Hot Rap Singles    | Hot Dance Music/Maxi-Singles Sales |
| ---- | ---------------------------------- | ------------------ | -------------------------------- | ------------------ | ---------------------------------- |
| 1992 | They Reminisce Over You [T.R.O.Y.] | 58                 | 10                               | 1                  | 20                                 |
| 1992 | Straighten It Out                  | -                  | 65                               | 7                  | 37                                 |
| 1993 | Lots of Lovin                      | -                  | 66                               | 1                  | -                                  |